# TDC A/S
TDC är ett danskt tidigare statligt telebolag som numera är privatiserat. TDC är marknadsledande i Danmark inom fast och mobil telefoni, Internet och datakommunikation samt kabel-TV. TDC hade omsättning av 16 miljarder DKK 2021.
TDC i Sverige har en historia från början av 1990-talet. TDC Song startade som Tele1 Europe 1995 som utmanare till telemonopolen i Norden. Företaget blev sedan Song Networks. TDC köpte 2004 Svenska Song Networks efter en budstrid med Tele2 och Dotcom Solutions och fick då tillgång till Songs nät vilket även inkluderade ADSL-tjänster. Det nya svenska bolaget fick namnet TDC Song.
TDC Dotcom härstammar från Dotcom Solutions som bildades 1990 och TDC Internordia 1993. Dotcom Solutions och Song Networks köptes upp av danska TDC under 2004 och 2005. Under 2007 tillkännagavs att TDC Song och TDC Dotcom skulle slås ihop och bilda TDC Sverige, med totalt 1000 anställda och kontor över hela landet.
TDC Sverige var helt specialiserade på kommunikationslösningar till företag och offentlig sektor. TDC lanserade en egen mobiltjänst som MVNO i början av 2008. Vanligen hyr man hela telefonitjänsten från nätleverantören men TDC producerade själv telefonitjänsterna och hyrde själva mobilradionätet där radiotrafiken gick. TDC Sverige var också bland de första i världen att tillhandahålla 4G-nät i en MVNO-lösning. 21 juni 2016 meddelade Tele2 att man köper TDC Sverige.